# Mjukisbyxor

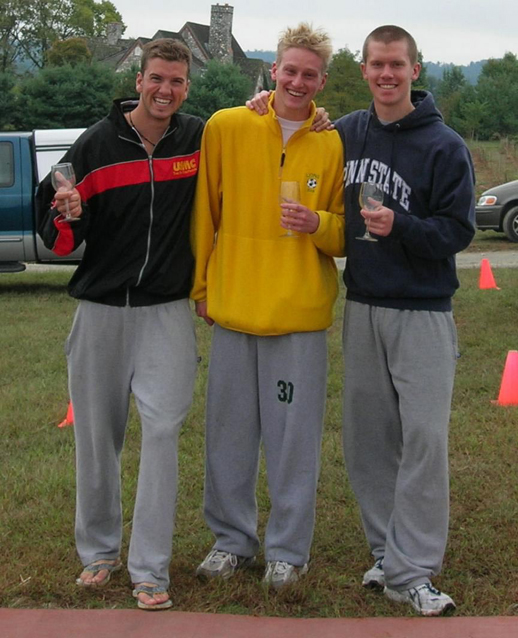
Män i mjukisbyxor.

Mjukisbyxor är en typ av långbyxor av bomullstyg. Byxans mjuka tyg har gett upphov till namnet. De har i allmänhet resår i midjan. Det finns även shorts av liknande modell men de är inte lika vanliga som långa mjukisbyxor.
Hösten 2020 blev mjukisbyxor och becknarväskor uppmärksammade i Sverige, när rektorn för Jensens grundskola i Göteborg införde klädkod för högstadieelever, varvid eleverna avråddes från bland annat "En kombination av klädesplagg som ungdomar och vuxna idag associerar med machokultur, utanförskap/kriminalitet. Mjukisbyxor och så kallad becknarväska kan vara ett exempel."